# 航空自衛隊第2補給処
航空自衛隊第2補給処（こうくうじえいたいだい2ほきゅうしょ、英称：2nd Air Depot）とは、航空自衛隊の補給本部に属している補給処のひとつである。本処は岐阜基地（岐阜県各務原市）に所在している。主に航空機本体や部品の調達、保管、補給、整備を行うとともに、同基地の管理業務も担当している。

## 沿革
- 1956年（昭和31年）11月15日：木更津基地において「臨時岐阜補給隊」が編成。
- 1957年（昭和32年）1月28日：木更津基地から岐阜基地に移駐。
- 1958年（昭和33年）
  - 1月10日：臨時岐阜補給隊が廃止。「航空自衛隊第2補給処」が新編。伊丹出張所が設置。
  - 7月31日：高蔵寺出張所を設置。
  - 12月1日：高蔵寺出張所を支処に改称、大阪出張所が設置。
- 1971年（昭和46年）3月1日：神戸出張所を設置、大阪出張所が廃止。
- 1976年（昭和51年）10月1日：高蔵寺支処が航空自衛隊第4補給処隷下に編成替え。
- 1993年（平成05年）9月1日：神戸出張所が廃止。
- 2013年（平成25年）
  - 3月26日：資材計画部計算課が廃止。
  - 8月1日：航空自衛隊第1補給処の廃止に伴い、同補給処東京支処を「第2補給処十条支処」として隷下に編入。
- 2022年（令和04年）3月17日：自衛隊岐阜病院の廃止に伴い、業務部衛生課を設置[1][2]。
- 2024年（令和06年）3月21日：業務部の通信課をサイバー運用課に改編[3]。

## 組織編成
組織編成は次のとおり
- 第2補給処本処（岐阜基地）
  - 総務課
  - 企画課
  - 資材計画部 - 資材管理課、資材計画課、在庫統制課
  - 整備部 - 整備管理課、整備技術課、品質管理課
  - 保管部 - 保管管理課、品質統制課、第1保管課、第2保管課
  - 調達部 - 調達管理課、契約課、原価計算課、輸入課、調達検査課、会計課
  - 業務部 - 庶務課、補給課、施設課、サイバー運用課、管理課、業務課、会計課、衛生課
  - 十条支処（東京都北区・十条基地）
    - 総務課
    - 調達課
    - 業務課

## 主要幹部
| 官職名                                | 階級    | 氏名     | 補職発令日     | 前職                                                                     |
| ------------------------------------- | ------- | -------- | -------------- | ------------------------------------------------------------------------ |
| 航空自衛隊第2補給処長 兼 岐阜基地司令 | 空将補  | 富岡慶充 | 2025年08月01日 | 航空幕僚監部防衛部防衛課長                                               |
| 副処長                                | 1等空佐 | 浅木恒二 | 2024年03月31日 | 航空自衛隊補給本部武器弾薬部長                                           |
| 総務課長                              |         |          |                |                                                                          |
| 企画課長                              |         |          |                |                                                                          |
| 資材計画部長                          | 1等空佐 | 生野敬之 | 2025年08月01日 | 第5航空団整備補給群司令                                                  |
| 整備部長                              |         |          |                |                                                                          |
| 保管部長                              |         |          |                |                                                                          |
| 調達部長                              | 2等空佐 | 押渕利康 | 2025年04月01日 | 北関東防衛局宇都宮事務所装備管理官 兼 北関東防衛局宇都宮事務所主任検査官 |
| 業務部長                              | 1等空佐 | 和仁将人 | 2024年08月01日 | 統合幕僚監部首席法務官付法務官                                           |
| 十条支処長 兼 十条基地司令            | 1等空佐 | 上嶋久典 | 2023年07月22日 | 航空幕僚監部人事教育部厚生課 給与室長                                    |

| 代                    | 氏名              | 在職期間                | 出身校・期                         | 前職                                                                       | 後職                                      |
| 臨時岐阜補給隊長      | 臨時岐阜補給隊長  | 臨時岐阜補給隊長        | 臨時岐阜補給隊長                   | 臨時岐阜補給隊長                                                           | 臨時岐阜補給隊長                          |
| --------------------- | ----------------- | ----------------------- | ---------------------------------- | -------------------------------------------------------------------------- | ----------------------------------------- |
| -                     | 飯塚 洋           | 1956.11.15 - 1958.1.9   | 陸士43期・ 京都帝国大学 昭和13年卒 | 臨時木更津補給隊副隊長 兼 補給処副処長                                     | 航空自衛隊第2補給処長                     |
| 航空自衛隊第2補給処長 |                   |                         |                                    |                                                                            |                                           |
| 01                    | 飯塚 洋           | 1958.1.10 - 1958.7.31   | 陸士43期・ 京都帝国大学            | 臨時岐阜補給隊長                                                           | 航空幕僚監部装備部長                      |
| 02                    | 中井川正勝        | 1958.8.1 - 1960.3.15    | 海機39期                           | 航空集団司令部装備部長                                                     | 航空自衛隊第1術科学校長                   |
| 03                    | 高木作之          | 1960.3.16 - 1962.7.15   | 陸士45期・ 陸大53期                | 航空集団司令部装備部長 →1960.8.1 空将補昇任                                | 統合幕僚会議事務局第5幕僚室長             |
| 04                    | 根来卓美          | 1962.7.16 - 1963.3.31   | 陸士47期・ 陸大57期                | 航空自衛隊第1補給処長 兼 木更津基地司令 →1963.1.1 空将補昇任               | 航空幕僚監部人事教育部副部長              |
| 05                    | 旗生 孝           | 1963.8.1 - 1964.8.31    | 陸士44期・ 陸大53期                | 航空自衛隊幹部候補生学校長 兼 奈良基地司令                                 | 調達実施本部副本部長 （原価計算第二担当） |
| 06                    | 堀田正雄          | 1965.2.16 - 1965.9.9    | 陸士49期・ 陸大59期                | 航空自衛隊第2補給処副処長 ※1964.9.1-1965.2.15処長代理 →1965.7.1 空将補昇任 | 補給統制処付 →1967.1.1 退職               |
| 07                    | 石原格太郎        | 1965.9.10 - 1967.7.16   | 海機49期                           | 術科教育本部教育部長 →1966.7.1 空将補昇任                                  | 航空自衛隊第3術科学校長 兼 芦屋基地司令   |
| 08                    | 秋元欽司          | 1967.7.17 - 1968.4.11   | 海経27期                           | 航空自衛隊第2補給処副処長                                                  | 航空幕僚監部監理部長                      |
| 09                    | 石井壽男          | 1968.4.12 - 1968.12.31  | 陸士49期・ 陸大58期                | 航空自衛隊第5術科学校長                                                    | 航空自衛隊第3補給処長                     |
| 10                    | 多田一男          | 1969.1.1 - 1971.2.15    | 海機46期                           | 統合幕僚会議事務局第4幕僚室長                                              | 航空幕僚監部付 →1971.7.1 退職（空将昇任） |
| 11                    | 今井治三          | 1971.2.16 - 1973.2.15   | 陸士53期                           | 航空自衛隊第3補給処副処長 →1971.7.1 空将補昇任                             | 航空幕僚幹部付 →1973.7.1 退職             |
| 12                    | 古垣親治          | 1973.2.16 - 1974.7.15   | 海機50期                           | 第12飛行教育団司令 兼 防府北基地司令                                       | 航空幕僚監部付 →1974.11.25 停年退官       |
| 13                    | 岡本正康          | 1974.7.16 - 1975.6.30   | 陸士55期                           | 航空自衛隊第1術科学校副校長                                                | 航空幕僚監部付 →1975.10.1 退職            |
| 14                    | 豊嶋 宏           | 1975.7.1 - 1977.6.30    | 陸士58期                           | 航空幕僚監部防衛部防衛課長 →1976.1.1 空将補昇任                            | 航空幕僚監部防衛部長                      |
| 15                    | 沼田新二郎        | 1977.7.1 - 1978.7.31    | 陸士58期                           | 航空自衛隊第1術科学校副校長                                                | 航空幕僚監部付 →1979.1.1 退職             |
| 16                    | 甲斐省吾 （空将） | 1978.8.1 - 1980.3.27    | 陸士58期                           | 航空幕僚監部装備部長                                                       | 術科教育本部長                            |
| 17                    | 志摩一郎 （空将） | 1980.3.28 - 1982.6.30   | 陸士60期                           | 航空幕僚監部防衛部長                                                       | 術科教育本部長                            |
| 18                    | 後藤 彰 （空将）  | 1982.7.1 - 1983.6.30    | 陸士60期                           | 航空自衛隊第1術科学校長 兼 浜松南基地司令                                  | 航空自衛隊補給本部長                      |
| 19                    | 瀧川昭三 （空将） | 1983.7.1 - 1984.7.1     | 広島工専 5期幹候（陸）             | 航空自衛隊第1術科学校長 兼 浜松南基地司令                                  | 航空自衛隊幹部学校長                      |
| 20                    | 中澤 誠           | 1984.7.2 - 1986.6.16    | 立命館大学・ 3期幹候               | 航空幕僚監部監理部長 →1984.11.15 空将補昇任                                | 術科教育本部長                            |
| 21                    | 甲斐今朝芳        | 1986.6.17 - 1988.3.15   | 宮崎大学・ 9期幹候                 | 航空自衛隊第3術科学校長 兼 芦屋基地司令                                    | 退職                                      |
| 22                    | 松尾 豊           | 1988.3.16 - 1990.3.15   | 防大2期                            | 航空幕僚監部装備部長                                                       | 航空自衛隊第3術科学校長 兼 芦屋基地司令   |
| 23                    | 内山 鋭           | 1990.3.16 - 1993.3.31   | 防大4期                            | 航空自衛隊補給本部幹事                                                     | 退職                                      |
| 23                    | 鈴木俊道          | 1993.4.1 - 1995.3.22    | 防大7期                            | 中部航空方面隊司令部幕僚長                                                 | 航空自衛隊補給本部副本部長                |
| 24                    | 大谷廣利          | 1995.3.23 - 1997.12.7   | 防大8期                            | 航空開発実験集団司令部幕僚長                                               | 航空自衛隊補給本部幹事                    |
| 25                    | 松岡弘行          | 1997.12.8 - 2000.6.29   | 防大11期                           | 航空自衛隊第1術科学校長                                                    | 第1航空団司令 兼 浜松基地司令             |
| 26                    | 江口賢造          | 2000.6.30 - 2002.7.31   | 防大14期                           | 航空自衛隊第1術科学校長                                                    | 西部航空方面隊副司令官                    |
| 27                    | 山川龍夫          | 2002.8.1 - 2004.1.11    | 防大19期                           | 西部航空警戒管制団司令 兼 春日基地司令                                     | 航空幕僚監部装備部長                      |
| 28                    | 松下睦裕          | 2004.1.12 - 2006.8.3    | 防大19期                           | 航空自衛隊幹部学校副校長                                                   | 装備本部東京支部長                        |
| 29                    | 宮本泰夫          | 2006.8.4 - 2007.8.31    | 防大23期                           | 航空開発実験集団司令部幕僚長                                               | 防衛監察本部監察官                        |
| 30                    | 福井正明          | 2007.9.1 - 2008.7.31    | 防大22期                           | 航空自衛隊第1術科学校長                                                    | 航空幕僚監部装備部長                      |
| 31                    | 森本哲生          | 2008.8.1 - 2011.8.4     | 防大25期                           | 第8航空団司令 兼 築城基地司令                                              | 航空幕僚監部総務部長                      |
| 32                    | 鶴田眞一          | 2011.8.5 - 2012.12.3    | 防大28期                           | 第6航空団司令 兼 小松基地司令                                              | 中部航空方面隊副司令官                    |
| 33                    | 山倉幸也          | 2012.12.4 - 2014.12.14  | 防大30期                           | 統合幕僚監部指揮通信システム部 指揮通信システム企画課長                    | 航空自衛隊第4補給処長                     |
| 34                    | 松谷淳一          | 2014.12.15 - 2015.11.30 | 同志社大学・ 73期幹候              | 航空自衛隊第2術科学校長                                                    | 退職                                      |
| 35                    | 平元和哉          | 2015.12.1 - 2018.12.19  | 防大30期                           | 航空自衛隊第1術科学校長                                                    | 航空教育集団司令部幕僚長                  |
| 36                    | 上境賢己          | 2018.12.20 - 2020.8.24  | 防大32期                           | 航空自衛隊第1術科学校長                                                    | 防衛監察本部監察官                        |
| 37                    | 德重勇一          | 2020.8.25 - 2021.9.29   | 東洋大学・ 80期幹候                | 航空幕僚監部装備計画部装備課長                                             | 航空自衛隊第3術科学校長 兼 芦屋基地司令   |
| 38                    | 藤永国博          | 2021.9.30 - 2022.12.22  | 松山大学・ 84期幹候                | 航空自衛隊幹部候補生学校長 兼 奈良基地司令                                 | 第5航空団司令 兼 新田原基地司令           |
| 39                    | 山本光伸          | 2022.12.23 - 2025.7.31  | 防大35期                           | 航空自衛隊幹部候補生学校長 兼 奈良基地司令                                 | 航空自衛隊補給本部副本部長                |
| 40                    | 富岡慶充          | 2025.8.1 -              |                                    | 航空幕僚監部防衛部防衛課長                                                 |                                           |